# Королевская опера Версаля
Королевская Опера Версаля (фр. Opéra Royal de Versailles) — оперный и драматический театр Большого версальского дворца. Здание, спроектированное архитектором Жак-Анж Габриэлем и украшенное скульптором Огюстеном Пажу. Помещение театра было построено полностью из дерева и расписано под мрамор.
Театр расположен в северной части Дворянского крыла Версаля. Публика попадала в театр через двухэтажный вестибюль. Некоторые архитектурные детали сооружения (Королевская ложа и Королевский будуар) являются первыми проявлениями того, что позже будет названо стилем Людовика XVI, или французским неоклассицизмом.
Театр открылся 16 мая 1770 года постановкой музыкальной трагедии «Персей» Ж.-Б. Люлли. Представление было организовано в честь бракосочетания Дофина (будущего Людовика XVI) и Марии-Антуанетты.
Как музыкальный театр Королевская опера функционировала не всегда. Дворцовое помещение служило различным целям, в том числе весьма далёким от музыки, а в 1789—1836 годах и вовсе было закрыто для публики. С 2009 года Королевская опера используется как публичная площадка для концертных постановок опер (различных коллективов, в том числе, аутентистов), симфонических, сольных и ансамблевых концертов.
Зал вмещает до 712 зрителей. На случай торжественных приёмов и банкетов, механизм, разработанный мастером Арну, позволяет поднимать партер до уровня сцены и зал может вмещать до 1200 человек. По своим размерам театр Королевская опера поныне — самый большой дворцовый театр в мире.

## Эпоха Просвещения
В Эпоху Просвещения во Франции театры стали площадкой для обсуждения общественных и политических идей, а также для испытания мифов и религиозных суеверий. Поскольку все больше мыслителей Эпохи Просвещения стали подвергать сомнениям религиозные устои, все больше и больше городских жителей XVIII века стали заменять церковную кафедру на театральную сцену в поисках нравственных норм, а также развлечений. Аристократия имела самое прямое отношение к подъему интереса к театру в то время. Людовик XIV, получивший своё прозвище «Король-Солнце» за аллегорическую роль восходящего Солнца сыгранную в "Балете Ночи " в 1653, перевел Королевский двор из столицы, Парижа, в Версаль, стремясь укрепить власть своего правления. Королевская Опера, которая строилась для Людовика XV, была построена позже. Его фаворитка, Маркиза де Помпадур, разоряя Францию, покровительствовала художникам, актерам и музыкантам. При этом аристократия и церковь были освобождены от податей, и по счетам за забавы монархии платила буржуазия. Несмотря на это постройка Оперы началась только после смерти фаворитки Людовика.

## Временные театры 1664—1674
В начале правления Людовика XIV театры зачастую были временными сооружениями, которые возводились для определенного события и разбирались после его завершения. Первый такой театр был сооружен по случаю гуляния Удовольствий чарующего островка, которое состоялось в 1664 году. Временный театр был построен немного западнее от того места где сейчас расположен Бассейн Аполлона, и 8 мая на этой сцене состоялось дебютное представление комедии-балета Принцесса Элидская Мольера. Во время этого празднования был возведен ещё один театр внутри замка для представления трех других пьес Мольера: Несносные, Брак поневоле и Тартюф, премьерная постановка которого состоялась в спорном виде. Ни один из этих театров не пережил самого праздника.
В 1668 году в честь завершения Войны за Испанские Нидерланды в Версале был устроен Большой Королевский Дивертисмент. Для этого события в Парке на месте где сейчас расположен Бассейн Бахуса был сооружен роскошный временный театр. Построенный из папье-маше, которое было раззолочено и покрашено «под мрамор» и «под лазурит», театр вместил 1200 зрителей, вниманию которых 18 июля 1668 года была предложена дебютная постановка комедии Мольера Жорже Дандене или Одураченный муж. Как и во времена Удовольствий чарующего островка, этот театр был разобран вскоре после завершения праздника.
Третье гуляние, точнее говоря, череда из шести гуляний — Версальский Дивертисмент — проходило в июле и августе 1674 года в честь празднования второго завоевания провинции Франш-Конте. На празднике было представлено несколько театральных постановок, для которых на территории парка были построены временные театры. 4 июля в Мраморном дворике играли трагедию на музыке Жан-Батиста Люлли Альцеста; 11 июля возле дворца Фарфоровый Трианон была представлена пьеса Кино Эклога Версаля; восемью днями позже, Грот Фетиды послужил декорациями пьесы Мольера Мнимый больной; а 18 августа в театре, построенном в Оранжерее, состоялась премьера трагедии Расина Ифигения.

## Возникновение долговременных театров

### Зал Комедии, 1681—1769
Несмотря на потребность в долговременном театре в Версале, сооружение постоянного театра началось только в 1681 году. В тот год в Королевских строительных ведомостях зарегистрирован платеж за возведение театра, который и был сооружен на первом этаже Дворца между главным корпусом и Южным флигелем. Внутри помещение театра — получившего название Зал Комедии (salle de la Comédie) — содержало полукруглый ряд сидячих мест и ложи, устроенные в нишах боковых стен. На южной стене театра, примыкающей к Лестнице Принцев, была устроена Королевская трибуна, которая состояла из центральной восьмигранной ложи и двух небольших лож по боковым сторонам. Зал Комедии работал в качестве постоянного театра Версаля фактически до 1769 года, когда его разрушили чтобы организовать прямой доступ в парк Версаля из Двора Принцев.

### Малый театр, 1688—1703
В 1688 году Людовик XIV распорядился построить небольшой театр в северном крыле дворца Большой Трианон. Однако его разрушили в 1703 году при строительстве новых Королевских апартаментов.
Поскольку Зал Комедии проектировался для сценических постановок, Версалю не хватало театра в котором можно было ставить более сложные машинные представления. Для более крупных постановок использовали Grand Manège (арену для верховой езды) в Больших Конюшнях, но места было недостаточно. В 1685 году Людовик XIV утвердил план возведения более крупного постоянного театра, имеющего сценическую механику, и который позволил бы ставить «машинные пьесы» — спектакли со сложными мизансценами, наподобие современных спецэффектов.
Машинными пьесами назывались оперные или балетные театральные постановки в которых использовались специальные сценические эффекты. И для исполнения таких эффектов было необходимо чтобы театр мог вместить сложные механизмы. Машинный Зал в парижском Дворце Тюильри, разработанный известным конструктором декораций Карло Вигарани, находился совсем недалеко от Версаля. Однако, учитывая стойкую неприязнь Людовика XIV к Парижу — главным образом вследствие его поспешного бегства из Дворца Тюильри в 1651 году — и его нарастающее стремление перевести свой двор в Версаль, Король в 1685 году утверждает план строительства более крупного театра. Сооружение этого нового театра, по плану более помпезного чем театр Дворца Тюильри, сильно восхвалялось в описаниях Версаля того времени.
Строительство началось в северной части Флигеля Дворян (или, Северное крыло), и выполнялось ударными темпами пока Девятилетняя война, начавшаяся в 1688 году, не остановила строительство на длительное время. Строительство было возобновлено только во времена правления Людовика XV.

## Возвращение временных театров, 1729—1770

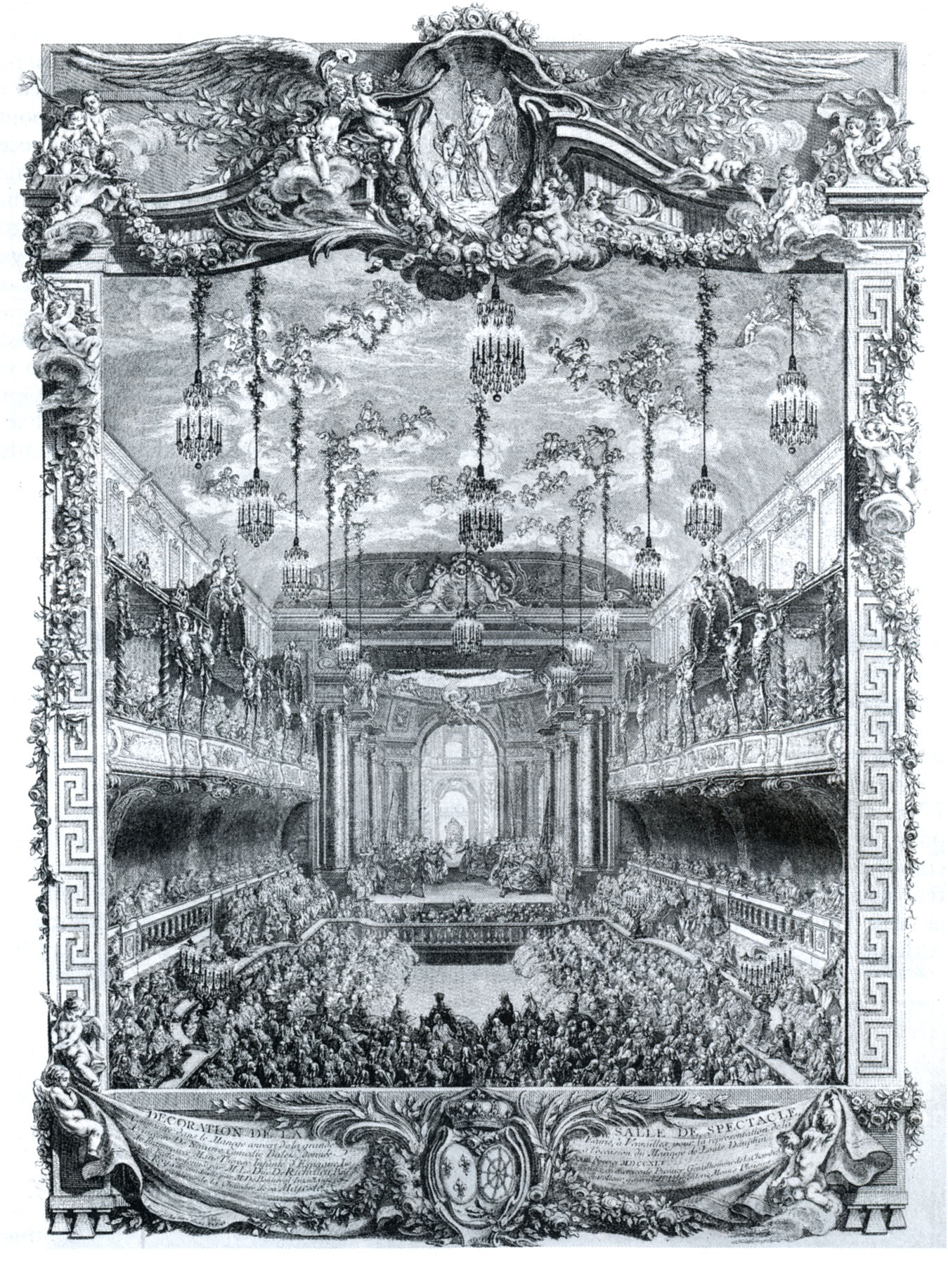
Премьера комедийного балета Рамо Принцесса Наваррская 23 февраля 1745 года в Больших Конюшнях; гравюра Ш.-Н. Кошена

После возвращения в 1722 году Королевского двора в Версаль помещения, которые занимал Людовик XIV, снова должны были обслуживать нужды двора. В 1729 году для празднований, устроенных в честь рождения Дофина, в Мраморном Дворе был построен временный театр. Зал Комедии и Манеж Больших Конюшен по прежнему использовались как это было при Людовике XIV.
Однако, по причине склонности Людовика XV к более интимному характеру театра, были организованы несколько временных театров, которые называли кабинетными театрами. Такие театры, как правило, сооружались в одной из комнат Малых апартаментов Короля, с миниатюрной галереей, все чаще используемой начиная с 1746 года. В 1748 году Лестница Послов была преобразована в театр, в котором Мадам де Помпадур режиссировала несколько постановок, а также играла в них. Двумя годами позже театр снесли когда Лестницу Послов разрушили чтобы построить апартаменты для Мадам Аделаиды (Verlet, стр. 366—369).
Остро ощущая потребность в крупном и долговременном театре, теперь уже в 1740-х годах Людовик XV, всерьез рассматривал возобновление проекта Людовика XIV по сооружению постоянного театрального зала в северной части Северного Флигеля. Однако, теперь уже из-за Семилетней войны, строительство не могли начать примерно 20 лет. Когда в 1751 году пожар уничтожил Большие Конюшни и театр в Манеже, а Зал Комедии стал непригодным для театральных постановок из-за своего размера, Людовик XV в 1763 году окончательно поручил Анж Жаку Габриэлю спроектировать Королевскую Оперу.

## Строительство Королевской Оперы, 1765—1770
Полномасштабные строительные работы в Королевской Опере начались в 1765 году и были завершены в 1770 году. Архитектор Габриэль вернулся к старому проекту Жюля Ардуэн-Мансара и Гаспара Вигарани: Балетный Зал, в дальней северной части Дворца, строительство которого было заморожено из-за войны за Испанские Нидерланды. Предназначенный для Оперы крайний корпус Северного Флигеля был возведен в полную высоту только со стороны Парка; со стороны улицы корпус был не выше фундамента. Северный фасад этого корпуса, украшенный скульптурными группами, располагался прямо перед дворцовым резервуаром с водой, используемой для снабжения фонтанов Версальского парка. Резкое понижение уровня местности, где был построен Северный Флигель и водохранилище, позволил устроить большое пространство под сценой Оперы. Поскольку здание Королевской Оперы было целиком сооружено из дерева и освещалось тремя тысячами свечей, наличие крупного водохранилища в непосредственном близости было весьма полезным на случай пожара. По этой причине Габриэль решил устроить каменную оболочку по периметру здания. Хотя при этом пришлось пожертвовать единым залом, удалось защитить основное здание дворца от проникновения огня в случае пожара. Сооружение кирпичной кладки было завершено в 1764—1765 годах, ещё до утверждения общего проекта здания Оперы. Выполнение скульптур на северном фасаде здания доверили Огюстену Пажу и Жюлю-Антуану Руссо. Выступающий фронтон фасада символизирует лирическую поэзию в образе играющей на лире юной девушки, сидящей на облаке из которого появляются ангелы. Террасы водохранилища с домами актеров вдоль его левой стороны стали недоступны для посещений, вплоть до наших дней, поэтому любоваться восхитительным скульптурным декором практически невозможно.

Северный фасад здания Королевской оперы Версаля и Северного флигеля дворца.

Для своего времени Королевская Опера, вмещавшая 712 зрителей, была отличным примером театрального сооружения, и это был самый крупный театр в Европе. Сегодня эта Опера остается одним из немногих театров 18-го века, уцелевших до наших дней. Замысел архитектора Габриэля был неординарным для своего времени, поскольку имел эллипсоидную форму. Для эффективного использования площади, партер можно было поднять до уровня сцены, после чего площадь зала удваивалась. Трансформация банкетного зала в театральный выполнялась при помощи Большого ордера прислоненных Коринфских колонн, карниз которых перемещался на всю длину ионического антаблемента. Просцениум был образован двумя парами колонн, попарно соединенных своими антаблементами. С каждой стороны были далеко разнесенные ещё две пары колонн, соседствующие с трехъярусными ложами бенуара. В нарушение традиций итальянских театров, где ярусы лож громоздились подобно курятнику, два яруса галерей проходили по кругу помещения, не имея перегородок и украшенные роскошной колоннадой и, благодаря зеркалам, казалось что они простираются в бесконечность. Задумывалось, что Королевская Опера будет не только театром, но также и банкетным и бальным залом. Для освещения декораций и помещения только для одной постановки в театре сжигалось примерно 10 тысяч свечей, поэтому новым театром пользовались мало.
Открылась Королевская Опера 16 мая 1770 года, представлением музыкальной трагедии Персей Ж.Б. Люлли.
1 октября 1789 года гвардейцы Короля провели банкет в честь Фландрского полка, который прибыл на укрепление защиты Королевской семьи от революционных беспорядков, которые уже начались в Париже. На этом банкете гвардия принесла обязательство лояльности Людовику XVI, Марии-Антуанетте и Дофину. Революционный журналист-якобинец Жан-Поль Марат описал этот банкет как контрреволюционную оргию, где солдаты срывали с себя сине-бело-красные кокарды, заменяя из на белые, цвет, символизирующий монархическую династию Бурбонов. В реальности, нет никаких материалов, подтверждающих этот факт, и очевидцы и участники, к примеру, фрейлина Королевы, а впоследствии писательница, мадам Кампан, ничего не упоминает про уничтожение кокард. Это было последним мероприятием, состоявшимся в Королевской Опере в эпоху Дореволюционной Франции.
Внутренняя обстановка была выполнена полностью из дерева, которое частично было выкрашено под мрамор. Благодаря этому Королевская Опера имеет отличные акустические характеристики и является одним из самых ярких образцов оформления в стиле неоклассицизма. В оформлении использованы темы Аполлона и Богов Олимпии. Оформлением внутреннего убранства Королевской Оперы руководил Огюстен Пажу, выполнивший барельефы, украшающие фронтальную сторону лож. На плафоне выполнена картина Луи Жан-Жака Дюрамо на которой изображен Аполлон с Музами.
Несмотря на превосходную акустику и богатое убранство Королевская Опера во времена правления Людовика XVI использовалась не часто, главным образом по финансовым причинам. Однако, те события, для которых открывали Оперу, становились памятными. Среди наиболее памятных мероприятий в Опере во времена правления Людовика XVI:
5 мая 1777 г: Новая постановка лирической трагедии Рамо, Кастор и Поллукс по случаю визита Императора Иосифа II, брата Марии-Антуанетты.
23 мая 1782 г: Новая версия постановки Седана Королева Голконды;
29 мая 1782 г: Новая постановка величайшей оперы Глюка Ифигения в Тавриде и новая постановка балета Максимилиана Гарделя Нинетта при Дворе;
8 июня 1782 г: Устроен костюмированный бал в честь визита Великого Князя, будущего Императора Всероссийского Павла I и Великой Княгини Марии Федоровны, путешествовавших инкогнито.
14 июня 1784 г: Новая постановка оперы Глюка Армида по случаю визита Короля Швеции Густава III.

## Королевская Опера послеВеликой французской революции

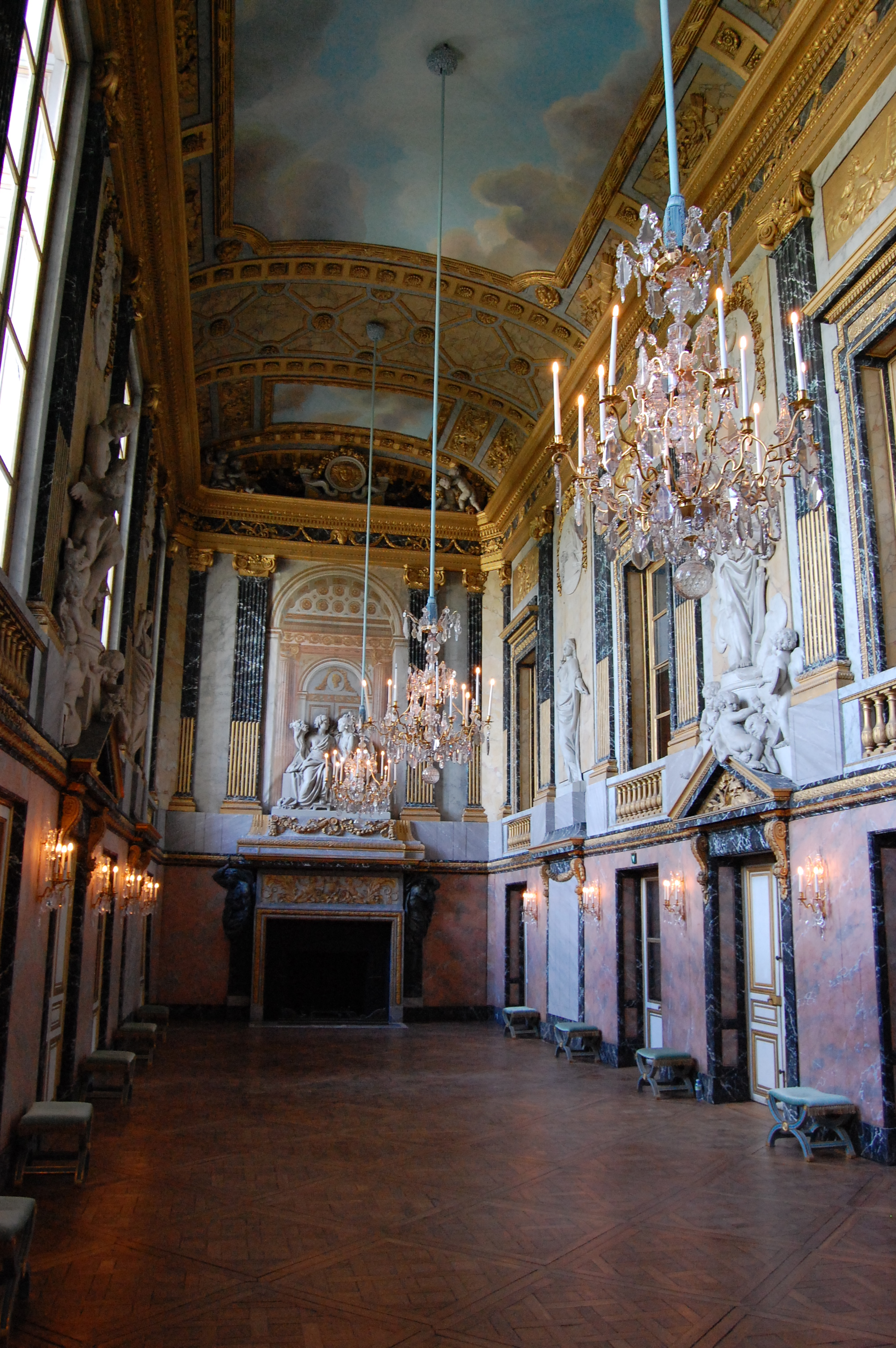
Фойе Королевской Оперы

После того как в октябре 1789 года Королевская семья покинула Версаль, Дворец и Королевская Опера были закрыты. Конечно, во Дворце проходили некоторые работы во времена Наполеона Бонапарта (новое оформление части покоев Королевы для Императрицы Марии-Луизы Австрийской) и во времена Людовика XVIII, но Королевская Опера снова открылась только в 1837 году, когда Луи-Филипп I, после нового оформления театра, представлял комедию-балет Мольера Мизантроп. В ходе государственного визита Королевы Виктории и Принца Альберта Королевская Опера была трансформирована в банкетный зал по случаю торжественного ужина 25 августа 1855 года. Это было одним из самых торжественных событий, проходившем в Версале в эпоху Второй империи.
В 1872 году во время правления Парижской коммуны Королевская Опера была перестроена Эдмоном де Жоли под Национальное собрание Франции, которое размещалось в Королевской Опере до 1876 года; между 1876 и 1879 годами в Опере созывались заседания Сената Франции.

## Королевская опера после 1950 года
В период с 1952 по 1957 год прошла значительная реставрация театра, которая считается одной из самых великолепно выполненных реставраций в Версале. Под руководством Андре Япи помещение Оперы было восстановлено до своего облика в 1770 году (Verlet, стр. 384). Королевская Опера снова открылась официально 9 апреля 1957 года в присутствии Королевы Великобритании и Северной Ирландии Елизаветы II. На открытии был представлен Второй акт оперы-балета Ж.-Ф. Рамо Галантная Индия. После завершения реставрации помещение театра служило в основном для проведения государственных мероприятий. С 2009 года на сцене Королевской оперы вновь осуществляются постановки оперных и балетных спектаклей (с акцентом на XVII — XVIII веках), а также организуются концерты симфонической и камерной музыки, сольные вокальные вечера и др.

## Галерея изображений
| | | | |
| Удовольствия чарующего островка, временный театр, возведенный для представления Принцессы Элидской Мольера (8 мая 1664). Silvestre Israël Silvestre, 1621—1691. | Большой Королевский Дивертисмент, временный театр, построенный для дебютной постановки комедии Мольера Жорже Дандене (15 июля 1668). Гравюра Жана Лепотра, 1618—1682. | Версальский Дивертисмент, театр, устроенный в Мраморном Дворике для представления трагедии Люлли Альцеста (4 июля 1674). | Версальский Дивертисмент, временный театр, сооруженный перед Гротом Фетиды для постановки пьесы Мольера Мнимый больной. (18 июля 1674). Гравюра Жана Лепотра, 1618—1682 |

| | | |
| «Премьера комедийного балета Принцесса Наваррская 23 февраля 1745 года в Манеже Больших Конюшен по случаю бракосочетания Дофина и Инфанты Марии-Терезии Испанской; гравюра Шарля-Николя Кошена» (младшего), 1715—1790. | «„Акид и Галатея“, постановка на сцене театра, сооруженного на Лестнице Послов в Версале (23 января — 10 февраля 1749.» Адольф Лалюз, 1838—1906. | «Маскарад, устроенный Королём в Манеже Больших Конюшен в Версале по случаю бракосочетания Дофина и Инфанты Марии-Терезии Испанской (24 февраля 1745).» Гравюра Шарля-Николя Кошена (младшего), 1715—1790 |

| | | |
| «Торжественное открытие Королевской Оперы, 16 мая 1770 года.» Жан-Мишель Моро (1741—1814)                 | Главный плафон Королевской Оперы в Версале. «Аполлон коронует прославленных мастеров искусств» примерно 1770 год. Работа Луи Жан-Жака Дюрамо (1733—1796) | Зал Версальской Оперы во время празднования бракосочетания Дофина и Марии-Антуанетты в 1770 году. Жан-Мишель Моро (1741—1814) |
| | | |
| «Банкет Королевской Гвардии, устроенный в Версальской Опере 1 октября 1789 года» Жан-Луи Приё (1759—1795) | Банкет, устроенный Наполеоном III в честь Королевы Виктории и Принца Альбера в Версальской Опере, 25 августа 1855. Эжен Лами (1800—1890)                 | Версальская Опера, переоборудованная для заседаний Сената Третьей Республики. Около 1876 года                                 |